# Horst-Rüdiger Jarck
Horst-Rüdiger Jarck (né le 16 avril 1941 à Brême) est un historien et archiviste allemand. De 1989 jusqu'à sa retraite en 2006, Jarck dirige les Archives d'État à Wolfenbüttel.

## Biographie
Jarck est le fils du directeur général d'arrondissement Hans-Heinrich Jarck. Après avoir obtenu son diplôme d'études secondaires, il étudie le latin et l'histoire à l'Université de Marbourg. Le 2 juillet 1963, il devient membre du Corps Teutonia zu Marburg (de), En tant qu'inactif, il déménage à l'Université Albert-Louis de Fribourg et à l'Université Christian-Albrert de Kiel. Il y réussit l'examen d'État en 1969. La même année, il obtient un doctorat à Kiel avec sur une thèse sur l'abbaye de Lilienthal (de),. En 1969, il est archiviste à Osnabrück et Marbourg. Depuis 1971, il est évaluateur d'archives, travaillant aux Archives d'État de Bückeburg (de) et à partir de 1976 aux Archives d'État d'Osnabrück (de). En 1989, les Archives d'État de Wolfenbüttel (de) le nomment directeur en chef des archives. En tant que successeur de Günter Scheel, Jarck modernise et élargi les archives de Wolfenbüttel. Il publie plusieurs monographies sur l'histoire de Brunswick. En 1994, Jarck prend la présidence de la Société historique de Brunswick (de), dont il est aujourd'hui membre honoraire. De 1992 à 2007, il est également rédacteur en chef du Braunschweigisches Jahrbuch (de), "depuis 1902 l'organe scientifique pour l'histoire de l'état de Brunswick et de la région du sud-est de la Basse-Saxe". Le 3 mai 2005, Jarck créé la fondation des Archives économiques de Basse-Saxe (de) avec d'autres.
Deux filles sont nées de son mariage avec Juliane Heydel en 1975.

## Travaux
- mit Martin Grubert: Anwalt der Demokratie Heinrich Jasper (1875–1945): Ein politisches Leben in Braunschweig. Joh. Heinr. Meyer, Braunschweig 2009  (ISBN 978-3-926701-78-7).
- Die Bestände des Staatsarchivs Wolfenbüttel. In: Veröffentlichungen der Niedersächsischen Archivverwaltung. Vandenhoeck & Ruprecht, Göttingen 2005  (ISBN 978-3-525-35545-9).
- Otto Bennemann (1903–2003). Von Milieu, Widerstand und politischer Verantwortung. (= Braunschweigische Biographien, herausgegeben von der Braunschweigischen Stiftung, Band 3), Joh. Heinr. Meyer, Braunschweig 2015  (ISBN 978-3-926701-88-6).

## Éditeur
- mit Günter Scheel (Hrsg.): Braunschweigisches Biographisches Lexikon. 19. und 20. Jahrhundert. Hahn, Hannover 1996  (ISBN 3-7752-5838-8).
- mit Gerhard Schildt (Hrsg.): Die Braunschweigische Landesgeschichte (de). Jahrtausendrückblick einer Region. Appelhans (de), Braunschweig 2000  (ISBN 3-930292-28-9).
- mit Elke Niewöhner (Hrsg.): Brücken in eine neue Welt: Auswanderer aus dem ehemaligen Land Braunschweig. In: H.-J. Jarck: Ausstellungskataloge der Herzog August Bibliothek 76. Harrassowitz, Wiesbaden 2000  (ISBN 3-447-04278-8).
- mit Dieter Lent (de) u. a. (Hrsg.): Braunschweigisches Biographisches Lexikon. 8. bis 18. Jahrhundert. Appelhans, Braunschweig 2006  (ISBN 3-937664-46-7).